# Szolnok Női Kosárlabda Klub
Le Szolnok Női Kosárlabda Klub est un club féminin hongrois de basket-ball  évoluant dans la ville de Szolnok.

## Noms successifs
- Depuis 2004 : Szolnok NKK
- Avant 2004 : Szolnok MAV Coop

## Palmarès
- Finaliste de l'Eurocoupe : 2004